# Cá nóc chấm cam
Cá nóc chấm cam (tên khoa học: Torquigener gloerfelti) là một loài cá biển thuộc chi Torquigener trong họ Cá nóc. Loài này được mô tả lần đầu tiên vào năm 1984.

## Từ nguyên
Từ định danh gloerfelti được đặt theo tên của chuyên viên ngư nghiệp Thomas Gloerfelt-Tarp, người đã biên soạn một tài liệu hoàn chỉnh và đầy đủ về các loài cá ở Indonesia, cùng với việc cung cấp cho tác giả G. Hardy nhiều mẫu vật cá nóc (bao gồm cả loài cá này).

## Phạm vi phân bố và môi trường sống
Ban đầu, cá nóc chấm cam T. gloerfelti chỉ được biết đến ở vùng biển giữa đảo Java và Sumba (Indonesia), sau đó được ghi nhận thêm tại bờ biển Nam Trung Bộ (Việt Nam) và ngoài khơi vịnh Thái Lan (thuộc bờ biển Thái Lan).
Ở Việt Nam, cá nóc chấm cam bị nhầm lẫn với loài Torquigener pallimaculatus (có phân bố ở Úc, Papua New Guinea và Nouvelle-Calédonie). Cá nóc chấm cam đã được ghi nhận tại vịnh Vân Phong (Khánh Hòa) và Phan Thiết (Bình Thuận).
Cá nóc chấm cam được thu thập ở độ sâu khoảng 50–60 m.

## Mô tả
Chiều dài cơ thể lớn nhất được ghi nhận ở cá nóc chấm cam là 15,4 cm. Loài này có màu trắng/vàng nhạt, nhiều chấm màu nâu cam trên cơ thể, trừ vùng bụng.
Số tia vây ở vây lưng: 8–9; Số tia vây ở vây hậu môn: 6–7; Số tia vây ở vây ngực: 15–16; Số tia vây ở vây đuôi: 11.

## Cá độc
Cá nóc chấm cam là loài có độc tính rất mạnh. Ở Việt Nam, đa phần những vụ ngộ độc cá nóc là do ăn phải cá nóc chấm cam T. gloerfelti, cá nóc vằn (Takifugu oblongus) và cá nóc đầu thỏ chấm tròn (Lagocephalus sceleratus).

## Làm nước mắm
Cá nóc chấm cam có thể được chế biến làm nước mắm. Sau 12 tháng thí nghiệm nhằm theo dõi biến động của độc tính tetrodotoxin trong nước mắm này, kết quả cho thấy tetrodotoxin có chiều hướng giảm dần theo thời gian (giảm khoảng 86–93% so với tổng độc lực ban đầu) do sự tăng nồng độ pH trong quá trình lên men kỵ khí gây ra sự phân hủy một phần cấu trúc hóa học của tetrodotoxin.
Tuy nhiên, sản phẩm nước mắm được bán ra trên thị trường chỉ sau 3–4 tháng kể từ thời điểm bắt đầu chế biến, mà theo tính toán trong thí nghiệm trên là lúc độc tính còn tồn tại khoảng 37–49% so với ban đầu. Điều này có thể dẫn đến nguy cơ gây ngộ độc tử vong cho người tiêu dùng.